# Jun Iwashita
Jun Iwashita (岩下 潤 Iwashita Jun?,  nacido el 8 de abril de 1973 en Shizuoka) es un exfutbolista japonés. Jugaba de delantero y su último club fue el Jatco TT de Japón.

## Trayectoria

### Clubes
| Club            | País  | Año         |
| --------------- | ----- | ----------- |
| Shimizu S-Pulse | Japón | 1992 - 1995 |
| Vissel Kobe     | Japón | 1996 - 1998 |
| Jatco TT        | Japón | 1999 - 2001 |